# Камна Горца
Камна Горца (словен. Kamna Gorca) је насељено место у општини Рогашка Слатина, Савињска регија, Словенија.

## Историја
До територијалне реорганизације у Словенији била је у саставу старе општине Шмарје при Јелшах.

## Становништво
У попису становништва из 2011. године, Камна Горца је имала 112 становника.
| Број становника према пописима | Број становника према пописима | Број становника према пописима |
| ------------------------------ | ------------------------------ | ------------------------------ |
| 1991                           | 2002                           | 2011                           |
| 84                             | 92                             | 112                            |

Напомена: Године 2015. извршена је мања размена територија између насеља Камна Горца и Сподња Костривница.